# Jan František Macha
Jan Franciszek Macha (18. ledna 1914, Chořov – 3. prosince 1942, Katovice) byl polský římskokatolický kněz, popravený Gestapem během druhé světové války. Katolická církev jej uctívá jako blahoslaveného mučedníka.

## Život

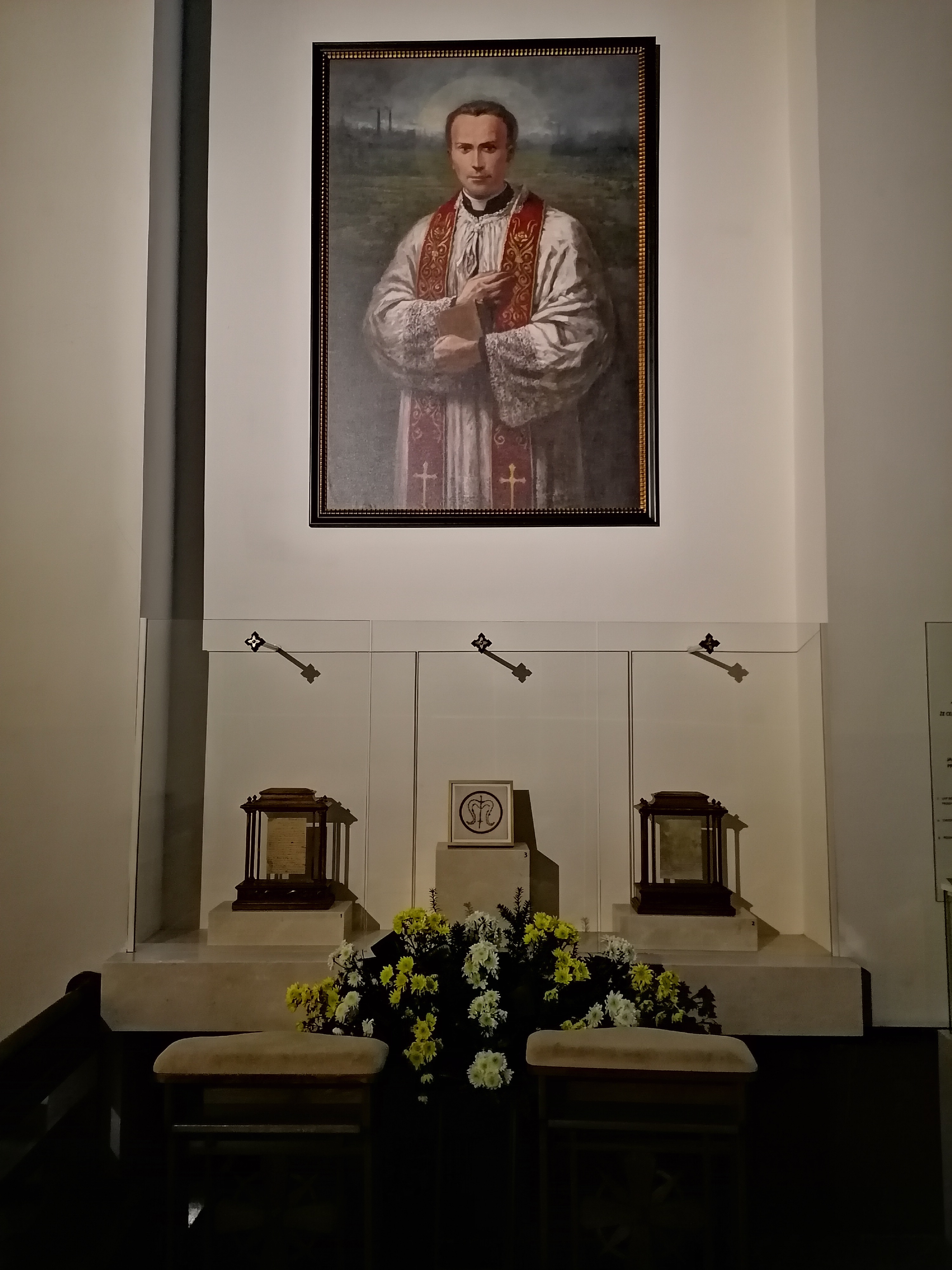
Boční oltář katedrály Krista Krále v Katovicích s jeho vystaveným obrazem

Narodil se dne 18. ledna 1914 v Chořově, konkrétně v městské části Chorzów Stary jako první z pěti dětí rodičům Pawlu Machovi a Anně roz. Cofałkové. Jeho otec byl dělník. Někteří jeho sourozenci zemřeli v dětském věku. Pokřtěn byl dne 20. ledna 1914 v místním farním kostele sv. Máří Magdalény jako Jan František. V dětství měl přezdívku „Hanik“.
V letech 1921–1924 absolvoval ve svém rodném městě základní studium. Již roku 1924 nastoupil na střední školu, taktéž v jeho rodném městě, zakončenou maturitou dne 29. června 1933. Na škole byl členem řady literárních, historických a sportovních kroužků a ve své farnosti byl aktivní ve Sdružení katolické mládeže a hnutí Živého růžence.
Dne 16. června 1925 přijal v kostele sv. Hedviky Slezské v Chořově svátost biřmování z rukou pozdějšího polského primase a kardinála Augusta Hlonda. Byl sportovně nadaný a v té době začal trénovat házenou ve sportovním klubu Azoty Chorzów a začal se účastnit soutěží. Roku 1933 získal v házené titul vicemistra Polska.
Krátce po maturitách se přihlásil do Slezského teologického semináře, tehdy sídlícího v Krakově, avšak pro nedostatek volných míst nebyl přijat. Poté začal studovat na Právnické a správní fakultě Jagellonské univerzity v Krakově, avšak po roce zde studium přerušil a snažil se znovu přihlásit na studium teologie.
Roku 1934 byl přijat na Teologickou fakultu Jagellonské univerzity. Byl aktivním členem několika katolických spolků a hnutí: Bratrská pomoc, Čestná stráž Nejsvětějšího Srdce a Katolická akce. Dne 1. května 1938 byl vysvěcen na jáhna. Dne 15. června 1939 získal magisterský titul z teologie.
Dne 25. června 1939 byl v kostele sv. apoštolů Petra a Pavla v Katovicích z rukou katovického biskupa Stanisława Adamskeho. Dne 27. června téhož roku sloužil svou primiční mši svatou ve farním kostele sv. Máří Magdalény v jeho rodném Chořově.
Dne 10. září 1939 se stal farním vikářem ve farnosti sv. Josefa ve Slezské Rudě. Ve farnosti, kde působil často navštěvoval rodiny a po vypuknutí druhé světové války poskytoval materiální a duchovní pomoc těm rodinám, které přišly o některého člena, ať už byl zabit ve válce, nebo poslán do koncentračního tábora. Kromě dobročinné činnosti se zapojil i do vlasteneckých aktivit. V té době byla ve Slezské Rudě založena tajná podzemní organizace s názvem Polská ozbrojená organizace, patřící k polským ozbrojeným silám, jejichž členské schůze se konaly v soukromých bytech nebo na místní faře. Stal se vůdcem akademické skupiny, ke které patřili i skauti. Skupina vydávala noviny s názvem „Świt“. Kromě těchto aktivit se věnoval sociální péči mezi utiskovanými.
Kvůli udání od kolaborantů s okupanty byl od počátku roku 1941 sledován policií a dvakrát byl dokonce převezen ke Gestapu na výslech. Dne 5. září 1941 byl zatčen na nádraží v Katovicích a dočasně uvězněn v policejní věznici v Mysłowicích. Absolvoval časté výslechy, které byly doprovázeny mučením. Dne 13. listopadu 1941 byl transportován do věznice v Mysłowicích, kde dělal zpovědníka svým spoluvězňům. V březnu roku 1942 mu byla vynesena obžaloba.
V červnu roku 1942 byl transportován do věznice v Katovicích a 17. července téhož roku se konalo v soudní budově v Katovicích soudní přelíčení s ním. Po několikahodinovém procesu, ve kterém svědčili dva členové Gestapa a nakonec se sám věnoval obhajobě byl soudci odsouzen za velezradu k trestu smrti stětím. I přes snahy jeho rodiny (zejména matky) a vysokých představitelů místní katolické církve mu nebyla udělena milost.
Poprava stětím gilotinou se konala krátce po půlnoci dne 3. prosince 1942 ve speciální místnosti ve věznici v Katovicích. Uříznutá hlava spadla do koše, připevněného ke gilotině. Jeho tělo bylo pravděpodobně převezeno do koncentračního tábora Osvětim a spáleno v táborovém krematoriu.

## Úcta
Jeho beatifikační proces započal dne 2. října 2013. Dne 28. listopadu 2019 podepsal papež František dekret o jeho mučednictví.
Blahořečen pak byl dne 20. listopadu 2021 v katedrále Krista Krále v Katovicích. Obřadu předsedal jménem papeže Františka kardinál Marcello Semeraro.
Jeho památka je připomínána 2. prosince. Bývá zobrazován v kněžském oděvu. Je patronem Slezského teologického semináře v Katovicích.